# Caillou
Caillou ist eine Zeichentrickserie für Kinder, die auf den Büchern der Autorin Christine L’Heureux und der Zeichnerin Hélène Desputeaux aufbaut. Der Begriff Caillou kommt aus dem Französischen und bedeutet so viel wie „Stein“ oder „Kieselstein“; es kann aber auch „Glatzkopf“ heißen, was wohl eher die Absicht der Autorinnen war.
Die Serie zeichnet sich dadurch aus, dass sie vom Verständnis her recht einfach gehalten ist und alltägliche Herausforderungen widerspiegelt. Die Dialoge sind einfach zu verstehen und Caillou (und dem Zuschauer) werden viele Dinge in verständlicher Form erklärt. Caillous Eltern werden als Ideal dargestellt und wissen sowohl im Umgang mit den Kindern als auch mit den Antworten auf Fragen eine sehr gute Lösung. Neben der vorbildlichen Erwachsenenrolle benennt die Erzählerin die Gefühle von Caillou (Freude, Angst, Trauer, Wut etc.) mit den richtigen Wörtern, die den Kindern dieser Altersstufe häufig noch nicht zur Verfügung stehen.

## Hauptcharaktere
Caillou – ein vierjähriger Junge, der fasziniert die Welt entdeckt und von seiner Familie und seinen Freunden durch diese geführt wird. In den früheren Büchern, in denen er noch ein Baby war, hatte Caillou keine Haare. Schließlich entschlossen sich die Illustratoren, Caillou keine Haare zu geben, da man ihn dann nicht mehr erkennen würde.
Doris „Mami“ – Caillous Mutter. Von Beruf Sekretärin. Sie hilft Caillou in allen Lebenslagen.
Boris „Papi“ – Caillous Vater. Er hilft seinem Sohn, wann immer er kann, ist allerdings technisch nicht sehr begabt.
Rosie – Caillous etwa zwei Jahre jüngere Schwester. Manchmal bringt sie Caillou durch ihren kindlichen Leichtsinn in Schwierigkeiten. In späteren Folgen spricht sie etwas mehr. Rosie heißt im französischsprachigen Original Mousseline.
Omi – Caillous Großmutter. Sie hat oft kreative Einfälle, die Caillou bei der Lösung diverser Probleme helfen.
Opi – Caillous Großvater. Er unternimmt gerne Dinge im Freien mit seinem Enkel. Er und seine Frau sind Boris’ Eltern.

## Caillous Freunde und Nachbarn
Paul Hinkle – Caillous Nachbar. Wird das erste Mal 1997 in der Episode Caillou hat keine Angst mehr vorgestellt.
Leo – ein rothaariger Junge, der das erste Mal 1997 in der Folge Caillous erster Schultag erscheint. Auch er ist vier Jahre alt und Caillous bester Freund. In einer Feiertagsfolge stellt sich heraus, dass Leo jüdisch ist, da er Chanukka feiert. In einer Episode ist Leos Mutter, Mrs. Martin, Lehrerin in der Schule, obwohl sonst keine Verwandtschaft besteht.
Clementine – Clementine ist die erste erwähnte Freundin, ebenfalls in der 1997 ausgestrahlten Folge Caillous erster Schultag. Auch sie ist vier Jahre alt und hat manchmal einen etwas herrischen Ton an sich, dennoch ist sie immer verständnisvoll. Sie ist Afrokanadierin.
Sarah – eine Freundin von Caillou. Sie ist acht Jahre alt und geht bereits in die Schule. Sie ist chinesischer Herkunft.
André – ein sechsjähriger, rothaariger Junge. Er kommt in der Folge Caillous großer Freund das erste Mal vor. Er ist etwas plump und Caillou mag ihn anfangs nicht. Doch auch sie werden schnell zu guten Freunden. Caillou spielt mit ihm jeden Samstag.
Julie – Caillous und Rosies Babysitter. Sie ist 16 Jahre alt, blond und liebt es, mit Caillou und Rosie zu spielen.
Mr. Washington – ein Busfahrer. Es ist derselbe Busfahrer, der bereits Caillous Vater immer zur Schule gebracht hat.
Jeffrey & Jason – Zwillinge, die es lieben, mit Caillou zu spielen.
Billy – Clementines älterer Bruder. Meistens wird er gezeigt, wie er in einer Band mit seinen Freunden Musik macht oder Sport treibt. Sein Alter ist unbekannt, aber er wird auf zwölf Jahre geschätzt.
Miss Martin – Caillous Erzieherin im Kindergarten
Gilbert – Caillous Kater, von dem sie am Anfang glaubten, dass er Caillous Allergie hervorgerufen hat. Doch Caillou war bloß gegen sein Flohhalsband allergisch.

## Synchronisation
| Rolle      | Englischer Synchronsprecher                | Deutscher Synchronsprecher                             |
| ---------- | ------------------------------------------ | ------------------------------------------------------ |
| Caillou    | Bryn McAuley Jaclyn Linetsky Annie Bovaird | Julia Haacke                                           |
| Rosie      | Jesse Vinet Brigid Tierney                 | Sabine Bohlmann                                        |
| Papa Boris | Pat Fry                                    | Pascal Breuer                                          |
| Mama Doris | Jennifer Seguin                            | Claudia Lössl                                          |
| Oma        | Pauline Little                             | Eva-Maria Lahl                                         |
| Opa        | George Morris                              | Michael Gahr                                           |
| Leo        | Graeme Jokic                               | Beate Pfeiffer                                         |
| Mr. Hinkle |                                            | Ivar Combrinck (1. Stimme) Norbert Gastell (2. Stimme) |
| Jay        |                                            | Bettina Zech                                           |
| Sarah      |                                            | Ulrike Jenni                                           |
| Erzähler   | Merlee Shapiro                             | Ursula Traun Angelika Bender                           |

## Geschichte der Serie
Die Serie wurde ursprünglich im französischsprachigen Québec in Kanada ausgestrahlt. Sie lief vom 15. September 1997 bis zum 24. November 2007. Die Serie wurde für Kleinkinder im Alter von zwei bis sechs Jahren unter der Mitwirkung von mit Kindern erfahrenen Psychologen entwickelt. Die Caillou-Bücher gibt es seit 1987. 1997 erfolgte die Ausstrahlung von insgesamt 65 fünfminütigen Folgen. 2000 kamen 40 30-minütige Folgen hinzu, die einen Mix aus den fünfminütigen Folgen, neuen Geschichten, realen Einspielern und Puppen beinhalteten. 2003 kamen weitere 16 halbstündige Folgen hinzu. Dann gab es eine dreijährige Pause, in der der Film Caillous Holiday Movie herauskam. Am 3. April 2006 kamen 20 neue Episoden heraus. Doch mit der neuen Staffel gab es viele Neuerungen. Caillou kam in die Vorschule, und es gab neue Themen sowie ein neues Intro. Außerdem wurden die neuen Folgen mit Adobe Flash animiert und nicht mehr von Hand gezeichnet.
In Deutschland läuft die Sendung auf Super RTL im frühen Vormittagsprogramm.

## Rezeption
2011 machte die University of Virginia einen Test an mehreren Vierjährigen auf dem Gebiet der Aufmerksamkeit bei verschiedenen Aktivitäten. Die Vierjährigen wurden in drei Gruppen aufgeteilt: die erste schaute Caillou, die zweite Spongebob Schwammkopf und die dritte malte. Gruppe eins und drei schlossen am Ende besser ab.
Eine weitere eher berüchtigte Bekanntheit im Internet markiert Caillou im US-amerikanischen Raum seit 2013 in sogenannten „grounded videos“, die gewöhnlich mit GoAnimate gemacht werden – fast nur in englischer Sprache, da nur wenige Macher dieser Videos nicht aus den USA stammen – und in denen der Charakter Hausarrest bekommt, dafür dass er eine bestimmte Regel bricht. Auch Caillous kleine Schwester Rosie, welche dort deutlich älter ist, wurde Opfer jener Videos, zudem bekamen die beiden noch einige jüngere Geschwister namens Daisy, Cody oder Lily, welche mit der Originalserie kaum noch etwas zu tun haben.

## Auszeichnungen
- Deutschland: Goldene Schallplatte im Kids-Award[3]
  - 1× Gold

## Nachweise
1. ↑  Wolfgang Buresch: Erfolg ist machbar, Televizion 20. Januar 2007, S. 48, auf br-online.de (PDF; 173 kB)
2. ↑  FAST-PACED, FANTASTICAL TELEVISION SHOWS MAY COMPROMISE LEARNING, BEHAVIOR OF YOUNG CHILDREN, STUDY SHOWS, news.virginia.edu, 12. September 2011
3. ↑  Auszeichnungen für Musikverkäufe: DE